# Synagogue de Dieuze (1907-1940)
La synagogue de Dieuze est une synagogue située dans la commune française de Dieuze dans le département de la Moselle dans le Grand Est.

## Histoire
Le premier édifice a été construit en 1907. La synagogue était située dans la Ruelle de l'Hôtel-de-Ville.
La synagogue avec des éléments de style oriental, tels que le dôme et la rosette, a été détruite par les forces d'occupation allemandes en 1940 pendant la Seconde Guerre mondiale. 
Le nouveau bâtiment a été construit en 1955. La synagogue est située sur l'avenue Foch.
Aujourd'hui, la synagogue n'est plus utilisée pour le culte et est en mauvais état.